# Киразлъ (квартал в Багджълар)
„Киразлъ“ (на турски: Kirazlı) е квартал на Истанбул, разположен в околия Багджълар. Общата му площ е 0,94 км2. Според данни на Адресната система за регистриране на населението (ABPRS) към 2023 г. населението на „Киразлъ“ е 39 340 жители.